# Phylo fimbriata
Phylo fimbriata är en ringmaskart som först beskrevs av Moore 1903.  Phylo fimbriata ingår i släktet Phylo och familjen Orbiniidae. Inga underarter finns listade i Catalogue of Life.